# Har Pelekh
Har Pelekh (hebreiska: הר פלך) är ett berg i Israel.   Det ligger i distriktet Norra distriktet, i den norra delen av landet. Toppen på Har Pelekh är 764 meter över havet.
Terrängen runt Har Pelekh är huvudsakligen kuperad. Runt Har Pelekh är det ganska tätbefolkat, med 90 invånare per kvadratkilometer. Närmaste större samhälle är Karmi'el, 5,1 km söder om Har Pelekh. Trakten runt Har Pelekh består till största delen av jordbruksmark.